# Jiří Králík
Jiří Králík (* 11. April 1952 in Gottwaldov, Tschechoslowakei) ist ein ehemaliger tschechischer Eishockeytorwart.  

## Karriere
Jiří Králík begann seine Karriere als Eishockeyspieler in seiner Heimatstadt in der Nachwuchsabteilung von TJ Gottwaldov, für dessen Seniorenmannschaft er von 1969 bis 1976 in der 1. Liga, der höchsten tschechoslowakischen Spielklasse, aktiv war. Anschließend verbrachte der Torwart sieben Jahre beim Ligarivalen ASD Dukla Jihlava, mit dem er in den Spielzeiten 1981/82 und 1982/83 jeweils Tschechoslowakischer Meister wurde. Er selbst wurde in der Saison 1978/79 als bester Torwart der 1. Liga ausgezeichnet. Von 1983 bis 1985 lief er wieder für TJ Gottwaldov auf. Im Jahr 1985 erhielt er den Zlatá hokejka als tschechoslowakischer Spieler des Jahres. Zuletzt stand der zweifache Olympiateilnehmer von 1985 bis 1987 für den Sportbund DJK Rosenheim in der Eishockey-Bundesliga zwischen den Pfosten, ehe er seine Karriere im Alter von 35 Jahren beendete. 

### International
Für die Tschechoslowakei nahm Králík im Juniorenbereich ausschließlich an der U19-Junioren-Europameisterschaft 1970 teil, bei der er mit seiner Mannschaft die Silbermedaille gewann. Im Seniorenbereich stand er im Aufgebot seines Landes bei den Weltmeisterschaften 1979, 1982, 1983 und 1985 sowie den Olympischen Winterspielen 1980 in Lake Placid und 1984 in Sarajevo teil. Zudem spielte er 1981 für die Tschechoslowakei beim Canada Cup. Bei den Weltmeisterschaften 1979, 1982 und 1983 sowie bei den Olympischen Winterspielen 1984 gewann er mit seiner Mannschaft die Silber-, bei der Weltmeisterschaft 1985 die Goldmedaille. Er selbst wurde bei den Weltmeisterschaften 1983 und 1985 in das All-Star Team und zum besten Torwart des Turniers gewählt.

## Erfolge und Auszeichnungen
| - 1979 Bester Torwart der 1. Liga - 1982 Tschechoslowakischer Meister mit ASD Dukla Jihlava | - 1983 Tschechoslowakischer Meister mit ASD Dukla Jihlava - 1985 Zlatá hokejka |

### International
| - 1970 Silbermedaille bei der U19-Junioren-Europameisterschaft - 1979 Silbermedaille bei der Weltmeisterschaft - 1982 Silbermedaille bei der Weltmeisterschaft - 1982 All-Star Team der Weltmeisterschaft - 1982 Bester Torwart der Weltmeisterschaft | - 1983 Silbermedaille bei der Weltmeisterschaft - 1984 Silbermedaille bei den Olympischen Winterspielen - 1985 Goldmedaille bei der Weltmeisterschaft - 1985 All-Star Team der Weltmeisterschaft - 1985 Bester Torwart der Weltmeisterschaft |